# Joubert-szindróma
A Joubert-szindróma egy ritka genetikai rendellenesség, amely az agy egyensúlyt és koordinációt szabályozó központjait érinti. A kórképet a kisagy vermis nevű képletének hiánya vagy alulfejlettsége, illetve az agytörzs malformitása okozza.

## A megjelenő jegyek
- ataxia (izomszabályozás hiánya)
- abnormális légzési mintázat (hypernea)
- alvási légzéskiesés
- hibás szem- és nyelvmozgások
- alacsony vérnyomás
- a retardáció a mérsékelttől a súlyosig terjedhet

Esetleg
- több ujj, lábujj
- ajak- vagy szájpadhasadék
- nyelv-abnormalitások
- rohamok

## Kezelés
Már csecsemőkorban el kell kezdeni a mozgásterápiát, de később ezt bővíteni kell beszédterápiával. A légzési gondokkal küszködő csecsemők pedig folyamatos monitorozásra szorulnak.

## Prognózis
A Joubert-szindrómában szenvedők prognózisa változatos. Egyesek jó mentális készségekkel rendelkeznek, nem igényelnek monitorozást; míg mások súlyosan érintettek és folyamatosan figyelni kell légzésüket.
Két, mutáción átesett gént azonosítottak. Az egyik az AHI1, mely a legtöbb Joubert-szindrómásban érintett. Azokban, akikben előrehaladott veseproblémák is fellépnek, az NPHP1 gén is hibás az AHI1-en kívül.

## Külső hivatkozások
- The Joubert Syndrome Foundation Home Page
- NINDS Joubert Syndrome Information Page Archiválva 2008. szeptember 6-i dátummal a Wayback Machine-ben
- Researchers Identify Joubert Syndrome Genes Archiválva 2016. július 4-i dátummal a Wayback Machine-ben